# Pillnitz

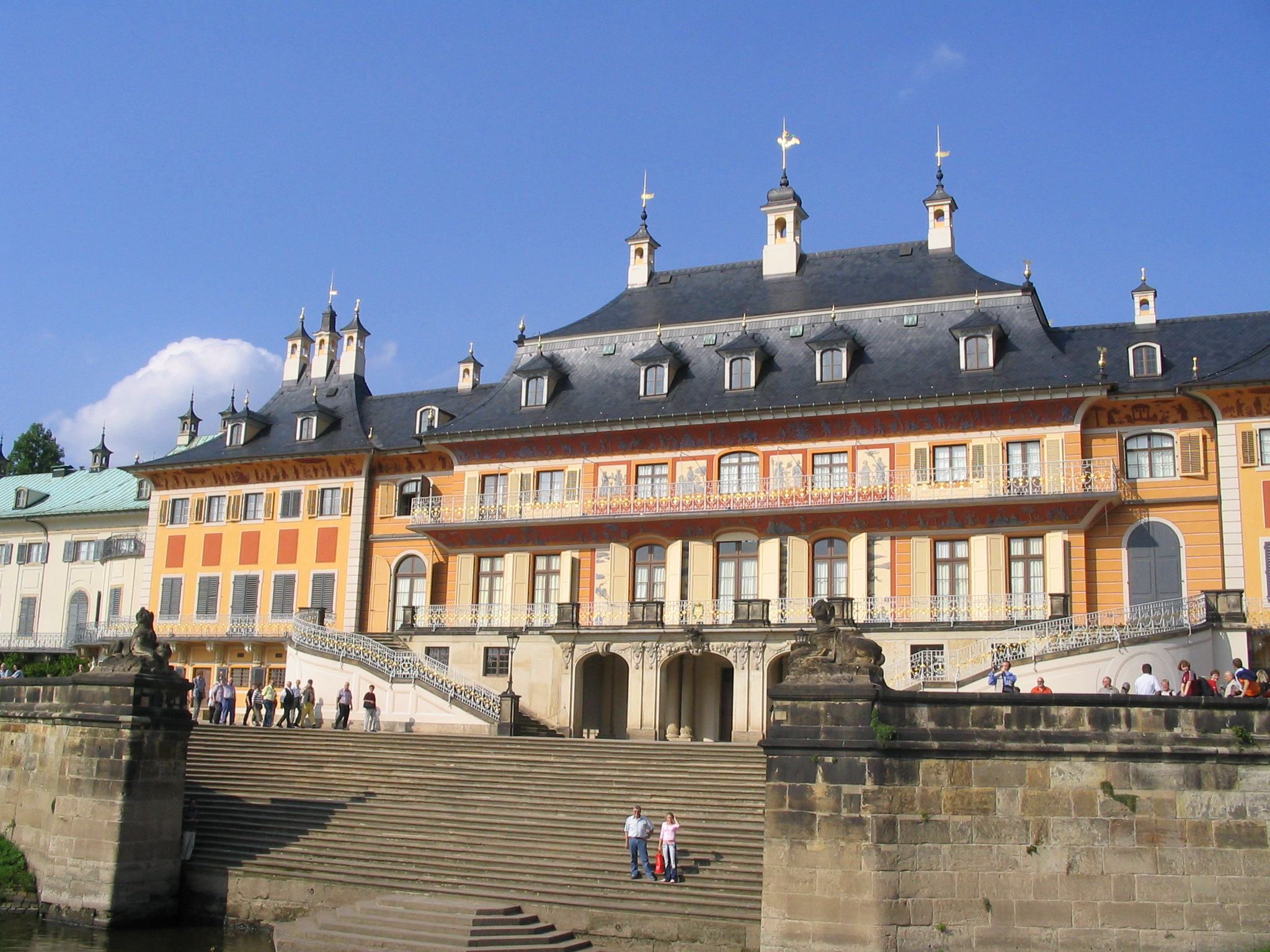
Palacio de Pillnitz.

Pillnitz es un pueblo perteneciente a la ciudad de Dresde, Alemania, que se encuentra en la zona administrativa de Loschwitz. Antiguamente se situaba en las afueras, pero se unió a la ciudad en 1950. Se localiza en el margen derecho del río Elba a unos 15 km del centro de la ciudad, en la zona vitivinícola de Sajonia, y conserva su configuración rural.
Pillnitz es conocido a nivel nacional por su parque inglés y su palacio, que forman parte de las atracciones turísticas de Dresde. Entre los lugares que merece la pena visitar también se encuentra la iglesia Weinbergkirche, ubicada entre viñas.
Como hecho de relevancia histórica cabe mencionar la Declaración de Pillnitz, que fue la reacción de los monarcas germanos a la Revolución francesa.